# Autoridade do Canal do Panamá
A Autoridade do Canal do Panamá (em espanhol: Autoridad del Canal de Panamá (ACP)) é a agência do governo do Panamá responsável pela operação e gestão do Canal do Panamá. A ACP assumiu a administração do canal da Comissão do Canal do Panamá, a agência conjunta EUA-Panamá que administrava o canal, em 31 de dezembro de 1999, quando o canal foi entregue dos Estados Unidos ao Panamá de acordo com o Tratados Torrijos-Carter.

## Estabelecimento
A Autoridade do Canal do Panamá foi estabelecida sob o Título XIV da Constituição Nacional e tem responsabilidade exclusiva pela operação, administração, gestão, preservação, manutenção e modernização do canal. É responsável pela operação do canal de forma segura, contínua, eficiente e lucrativa.

A Lei Orgânica da Autoridade do Canal do Panamá, aprovada em 11 de junho de 1997, fornece a estrutura legal para a organização e operação do canal.

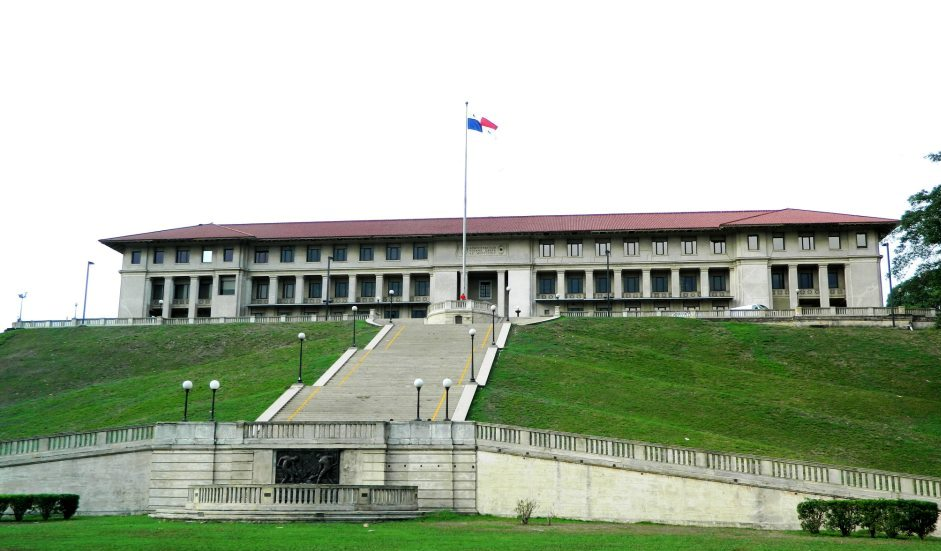
Edifício da Administração do Canal do Panamá

## Organização
Pela sua natureza única, o ACP tem autonomia financeira, bem como propriedade sobre os ativos do canal. O Conselho de Administração é responsável por estabelecer as políticas para a operação, melhoria e modernização do Canal, bem como supervisionar sua gestão de acordo com a Constituição Nacional, a Lei Orgânica da Autoridade do Canal do Panamá e os respectivos regulamentos.
O conselho de administração é composto da seguinte forma:
- Um Diretor designado pelo Presidente da República, que presidirá ao Conselho de Administração e terá a categoria de Ministro de Estado dos Assuntos do Canal;
- Um Diretor designado pelo Poder Legislativo, que pode ser livremente nomeado ou destituído por ele;
- Nove Diretores nomeados pelo Presidente da República com o consentimento do Conselho de Ministros e ratificação por maioria absoluta dos membros da Assembleia Legislativa.

Os Diretores servirão em seus cargos por um período de 9 anos, e somente poderão ser destituídos pelas razões estabelecidas no Artigo 20 da Lei Orgânica da Autoridade do Canal do Panamá.
O Canal do Panamá é definido por lei como patrimônio inalienável da República do Panamá. Portanto, não pode ser vendido, cedido, hipotecado ou de outra forma onerado ou transferido.